# James Michael
 (décembre 2019).
Si vous disposez d'ouvrages ou d'articles de référence ou si vous connaissez des sites web de qualité traitant du thème abordé ici, merci de compléter l'article en donnant les références utiles à sa vérifiabilité et en les liant à la section « Notes et références ».

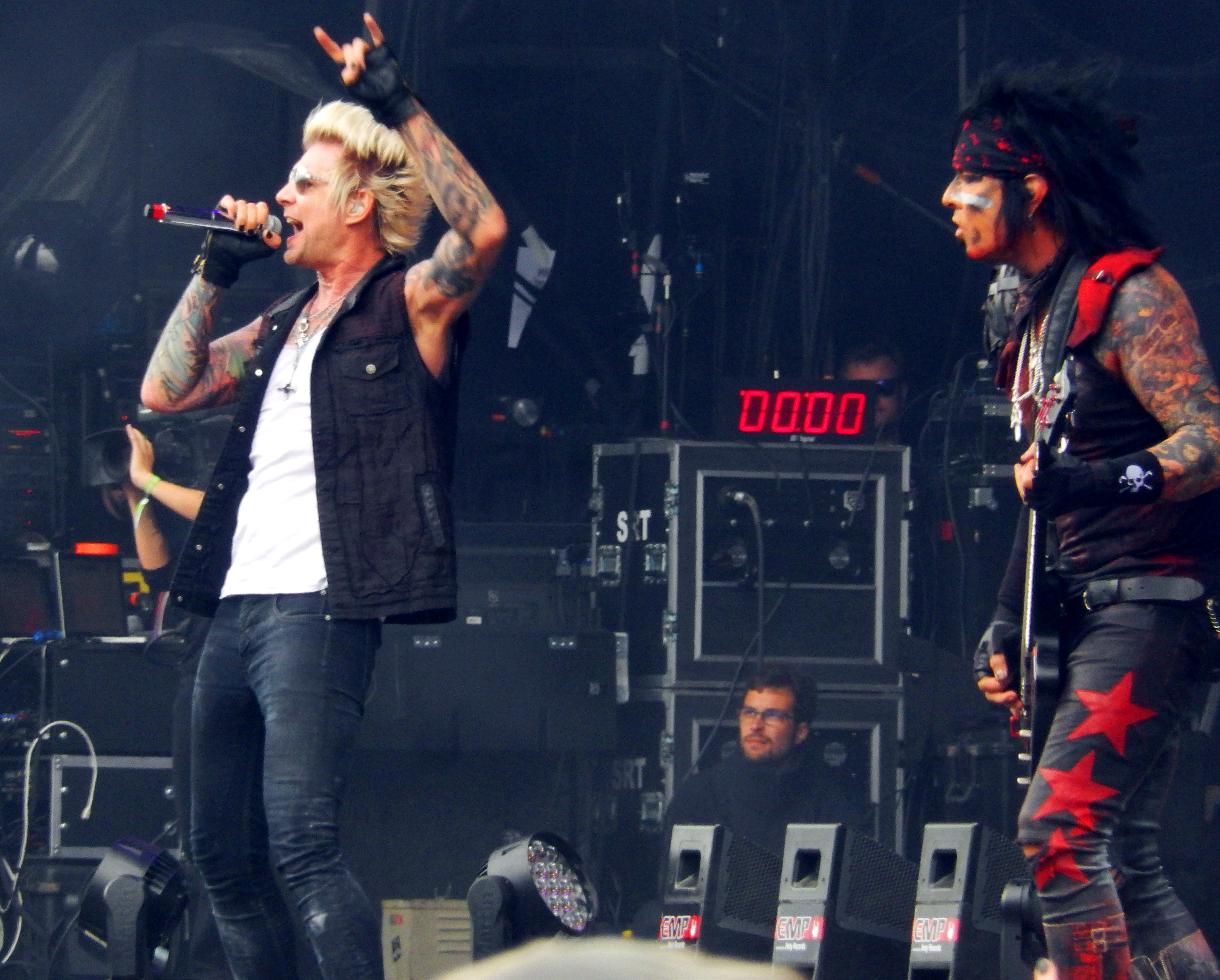
James Michael avec Sixx A.M. au Hellfest 2016

James Michael, né le 26 septembre 1968 à Holland, Michigan, est un musicien, chanteur, ingénieur du son, producteur américain.

## Discographie

### Mötley Crüe
- 2000 - New Tattoo (auteur-compositeur)
- 2008 - Saints of Los Angeles (producteur, auteur-compositeur)

### Sixx:A.M.
- 2007 - The Heroin Diaries Soundtrack
- 2008 - Live Is Beautiful
- 2011 - This Is Gonna Hurt
- 2014 - Modern Vintage
- 2016 - Prayer for the damned

### Meat Loaf
- 2003 - Couldn't Have Said It Better (producteur, auteur-compositeur)
- 2006 - Bat Out of Hell III: The Monster Is Loose
- 2010 - Hang Cool Teddy Bear

### Autres
- 2006 - Inside the Hollow (Lillix)
- 2007 - Set Me Free (Marion Raven)
- 2007 - Humanity - Hour 1 (Scorpions)
- 2009 - Metamorphosis (Papa Roach)
- 2011 - Infected (HammerFall)
- 2012 - Private Parts (Halestorm)
- 2014 - (r)Evolution (HammerFall)